# Mariakyrkan, Anklam
Mariakyrkan (tyska: Marienkirche) är en protestantisk kyrkobyggnad i den tyska staden Anklam. Den gotiska kyrkan uppfördes i tegel under 1200-talet  och omnämns första gången 1296 i en urkund.